# Валентиго ди Сото (Тревизо)
Валентиго ди Сото је насеље у Италији у округу Тревизо, региону Венето.
Према процени из 2011. у насељу је живело 25 становника. Насеље се налази на надморској висини од 5 м.